# Oberamt Guttenberg
Das Oberamt Guttenberg war ein pfalz-zweibrückischer Verwaltungs- und Gerichtsbezirk in der Vorderpfalz. Es entstand aus der Herrschaft Guttenberg und bestand von 1768 bis zum Ende des 18. Jahrhunderts.

## Geographie
Folgende Verwaltungsbezirke gehörten dem Oberamt an:
1. Obere Gemeinschaft:
Dörrenbach, Oberotterbach, Rechtenbach und die Exklave Münchweiler
2. Untere Gemeinschaft:
Minfeld (Hauptort und Amtssitz des Oberamts), Niederotterbach, Kandel, Freckenfeld, Vollmersweiler